# 제임스 매클레인
제임스 조지프 매클레인(영어: James Joseph McClean, (/mˈkleɪn/, 1989년 4월 22일 ~ )는 북아일랜드 출신 아일랜드의 축구 선수로, 렉섬 소속이다.
매클레인은 북아일랜드 데리에서 태어나 트로진스 FC부터 데리 시티까지 아마추어 신분으로 축구를 하였고, 선덜랜드 AFC로 이적한다. 스티브 브루스 감독체제에서는 주목받지 못하다, 마틴 오닐 감독체제에서 인정받아 2011-2012 선더랜드 올해의 유망주상을 받고 UEFA 유로 2012에도 출전했다.

## 수상

### 개인
- 선더랜드 올해의 유망주상 : 2011-2012

### 클럽

#### 데리 시티
- FAI 1부 디비전 우승 1회 : 2010